# Favartia (Favartia) mactanensis
Favartia (Favartia) mactanensis is een slakkensoort uit de familie van de Muricidae. De wetenschappelijke naam van de soort is voor het eerst geldig gepubliceerd in 1979 door Emerson & D'Attilio.